# Карелов Євген Юхимович
Євген Юхимович Карелов (рос. Евгений Ефимович Карелов; нар. 12 жовтня 1931 — пом. 11 липня 1977) — радянський кінорежисер і сценарист. Заслужений діяч мистецтв РРФСР.

## Життєпис
Народився 12 жовтня 1931 року в селищі Богородському Сергієво-Посадського району Московської області РРФСР.
У 1955 році закінчив режисерський факультет ВГІКу (майстерня Івана Пир'єва і Михайла Чіаурелі, за іншими даними — Григорія Александрова).
З 1955 року — режисер кіностудії «Мосфільм», автор сюжетів кіножурналу «Фитиль».
11 липня 1977 року, перебуваючи на відпочинку в місті Піцунда Гагрського району Абхазії, раптово помер від розриву серця під час купання в морі. Похований на міському кладовищі в місті Подольську Московської області.

## Нагороди і почесні звання
- Заслужений діяч мистецтв РРФСР (28.03.1974).
- Золота медаль імені О. П. Довженка (1974).

## Фільмографія

### Режисерські роботи
- 1955 — Дим у лісі (короткометражний)
- 1960 — Нехай світить! (короткометражний)
- 1960 — Яша Топорков
- 1961 — Нахабеня
- 1962 — Третій тайм
- 1964-1967 — Фитиль (короткометражний)
- 1965 — Діти Дон Кіхота
- 1968 — Сім старих та одна дівчина
- 1968 — Служили два товариші
- 1970 — Ті, що зберегли вогонь
- 1973-1974 — Високе звання
- 1976 — Два капітани

### Сценарист
- 1960 — Нехай світить! (короткометражний)
- 1964—1965 — Фитиль (короткометражний)
- 1968 — Сім старих та одна дівчина
- 1973—1974 — Високе звання
- 1976 — Два капітани
- 1979 — Коли я король (документальний)

### Акторські роботи
- 1968: «Служили два товариші» — червоноармієць (немає у титрах).